# Arabe syrien
L'arabe syrien est une variante de l'arabe levantin en Syrie.